# Andobana
Andobana là một chi bướm đêm thuộc họ Noctuidae.

## Các loài
- Andobana duchesnei (Viette, 1959)
- Andobana multipunctata (Druce, 1899)